# Michelle Burke
Pour les articles homonymes, voir Burke.
Michelle Burke (née Michelle Gray) est une actrice américaine, née le 30 novembre 1970 à Defiance, dans l'Ohio (États-Unis).

## Biographie
Avant 1997, elle apparaissait sous les noms de scène « Michelle René Thomas » et « Michelle Thomas » .

## Filmographie
- 1993 : Coneheads de Steve Barron : Connie Conehead
- 1993 : Génération rebelle (Dazed and Confused) : Jodi Kramer
- 1994 : Major League II : Nikki Reese
- 1994 : Les Contes de la crypte : Jane, saison 6, épisode 4, Opération Amitié (Operation Friendship)
- 1995 : Caged Hearts : Ranch Inmate
- 1995 : The Last Word : Sara
- 1996 : Sliders : saison 3, épisode 7, Un Monde Enchanté (Dragon Slide) : Melinda
- 1996 : Midnight in Saint Petersburg : Brandy
- 1997 : The Notorious 7 (TV) : Sarah Valentine
- 1997 : Le Dernier parrain (The Last Don) (feuilleton TV) : Claudia De Lena
- 1998 : Scattering Dad (TV) : Taylor
- 1998 : The Last Don II (feuilleton TV) : Claudia De Lena
- 1998 : Telling You (en) de Robert De Franco : Kristen's Friend
- 1998 : L'École du bonheur (Little Men) (série TV) : Josephine (Jo) Bhaer
- 2012 : LOL USA (LOL) : Lauren